# Noarlunga
Noarlunga är en del av en befolkad plats i Australien. Den ligger i kommunen Onkaparinga och delstaten South Australia, omkring 30 kilometer söder om delstatshuvudstaden Adelaide.
Närmaste större samhälle är Morphett Vale, nära Noarlunga. 
Trakten runt Noarlunga består till största delen av jordbruksmark. Runt Noarlunga är det ganska tätbefolkat, med 54 invånare per kvadratkilometer. Genomsnittlig årsnederbörd är 729 millimeter. Den regnigaste månaden är juni, med i genomsnitt 133 mm nederbörd, och den torraste är december, med 21 mm nederbörd.